# Мужун Хун
Мужун Хун (кит. 慕容泓, пиньинь Mùróng Hóng, ?—384) — сяньбиец, основатель государства Западная Янь.

## Биография
Сын императора государства Ранняя Янь Мужун Цзюня. Дата рождения неизвестна, первое упоминание в документах относится к 359 году, когда он получил титул Цзибэйского князя (济北王).
В 370 году Ранняя Янь была уничтожена государством Ранняя Цинь,  и большинство сяньбийцев были переселены во внутренние циньские земли; Мужун Хун получил должность в циньской администрации. После того, как в 383 году циньская армия была уничтожена цзиньскими войсками в битве на реке Фэй, Мужун Чуй восстал против циньской власти и провозгласил создание государства Поздняя Янь. Услышав о восстании своего дяди, Мужун Хун, служивший в то время в округе Бэйди, покинул место службы и, собрав вокруг себя несколько тысяч сяньбийцев, разгромил циньского генерала Цян Юна и объявил себя губернатором провинции Юнчжоу (в эпоху империи Хань провинция Юнчжоу занимала северные и центральные земли современной провинции Шэньси). Когда против него выдвинулись циньские войска под командованием Фу Жуя (брата правителя Фу Цзяня), то Мужун Хун хотел бежать на восток в яньские земли. Однако Фу Жуй не послушался своего советника Яо Чана, рекомендовавшего дать сяньбийцам уйти, отрезал Мужун Хуну путь к отступлению и атаковал его. В последовавшем сражении Мужун Хун разгромил Фу Жуя и убил его. Тем временем против Ранней Цинь восстал младший брат Мужун Хуна Мужун Чун, но был разгромлен циньцами и присоединился к Мужун Хуну.
Мужун Хун отправил циньскому правителю Фу Цзяню послание с требованием отпустить удерживаемого им в плену последнего императора Ранней Янь Мужун Вэя, обещая за это покинуть Гуаньчжун и более не нападать на Раннюю Цинь. Однако Фу Цзянь заставил Мужун Вэя написать Мужун Хуну и Мужун Чуну письмо с требованием покориться циньской власти. Но Мужун Вэю удалось передать и секретное послание, в котором он сообщал, что является невольником, что согрешил против Янь и что нужно думать о себе, а не о нём; также он посоветовал Мужун Хуну провозгласить себя императором, если Фу Цзянь казнит его, Мужун Вэя. После этого Мужун Хун начал наступление на циньскую столицу Чанъань, при этом отказавшись от циньского летоисчисления (это было равнозначно провозглашению независимости). Однако летом 384 года его советник Гао Гай и ряд других приближённых решили, что он не та фигура, которая должна быть во главе, и убили его, выбрав своим вождём Мужун Чуна; так как формальный яньский император Мужун Вэй был ещё жив, то Мужун Чуна провозгласили наследником престола.